# Tunub
Tunub (arab. طنوب) – miejscowość w Egipcie, w muhafazie Al-Minufijja. W 2006 roku liczyła 11 624 mieszkańców.